# Williams FW31
Williams FW31 je vůz Formule 1 stáje AT&T Williams, který se účastnil mistrovství světa v roce 2009. Monopost byl představen 19. ledna v Portimãu.

## Popis
Jako jediný tým se Williams rozhodl pro KERS, který je na principu setrvačníku.

## Technická data
- Délka: 4 800 mm
- Šířka: 1 800 mm
- Výška: 950 mm
- Váha: 605 Kg (včetně pilota, vody a oleje)
- Rozchod kol vpředu:
- Rozchod kol vzadu:
- Rozvor: 3 100 mm
- Převodovka: Williams 7stupňová poloautomatická.
- Brzdy: Alcon
- Motor: Toyota RVX-09 2,4 V8
  - V8 90°
  - Zdvihový objem: 2400 cm³
  - Výkon: ?/18 000 otáček
  - Vrtání:
  - Zdvih:
  - Ventily: 32
  - Mazivo: Petrobras
  - Palivo: Petrobras
  - Váha: 95 kg
  - Vstřikování
  - Palivový systém
- Pneumatiky: Bridgestone

## Testy vozu FW31
| Trať      | Datum | Jezdec           | Pořadí | Čas      | Kol |
| --------- | ----- | ---------------- | ------ | -------- | --- |
| Algarve   | 19.1. | Nico Hülkenberg  | 3.     | 1:46.335 | 19  |
| Algarve   | 20.1. | Nico Rosberg     | 5.     | 1:51.580 | 31  |
| Algarve   | 21.1. | Nico Rosberg     | 2.     | 1:29.729 | 143 |
| Jerez     | 10.2. | Nico Hülkenberg  | 3.     | 1:22.443 | 82  |
| Jerez     | 11.2. | Kazuki Nakadžima | 4.     | 1:21.451 | 125 |
| Jerez     | 12.2. | Kazuki Nakadžima | 4.     | 1:20.898 | 92  |
| Jerez     | 13.2. | Nico Rosberg     | 4.     | 1:21.123 | 71  |
| Jerez     | 1.3.  | Nico Rosberg     | 4.     | 1:21.171 | 71  |
| Jerez     | 2.3.  | Nico Rosberg     | 3.     | 1:31,451 | 114 |
| Jerez     | 3.3.  | Nico Rosberg     | 8.     | 1:21,412 | 125 |
| Jerez     | 4.3.  | Kazuki Nakadžima | 6.     | 1:20,948 | 83  |
| Jerez     | 5.3.  | Kazuki Nakadžima | 5.     | 1:22,226 | 54  |
| Barcelona | 9.3.  | Kazuki Nakadžima | 9.     | 1:22,813 | 111 |
| Barcelona | 10.3. | Kazuki Nakadžima | 2.     | 1:20,907 | 66  |
| Barcelona | 11.3. | Nico Rosberg     | 7.     | 1:21,324 | 89  |
| Barcelona | 12.3. | Nico Rosberg     | 2.     | 1:19,774 | 120 |
| Jerez     | 15.3. | Nico Hülkenberg  | 3.     | 1:20,013 | 69  |
| Jerez     | 16.3. | Nico Rosberg     | 5.     | 1:19,783 | 123 |
| Jerez     | 17.3. | Nico Rosberg     | 2.     | 1:18,071 | 66  |
| Jerez     | 18.3. | Kazuki Nakadžima | 2.     | 1:20,014 | 103 |
| Jerez     | 19.3. | Kazuki Nakadžima | 1.     | 1:17,494 | 102 |
| Jerez     | 1.12. | Andy Soucek      | 1.     | 1:19,158 | 87  |
| Jerez     | 2.12. | Nico Hülkenberg  | 2.     | 1:19,184 | 94  |
| Jerez     | 3.12. | Nico Hülkenberg  | 5.     | 1:19,226 | 106 |

## Výsledky v sezoně 2009

### Závod a kvalifikace
| Legenda k tabulce | Legenda k tabulce                                                                       |
| Barva             | Výsledek                                                                                |
| ----------------- | --------------------------------------------------------------------------------------- |
| Zlatá             | Vítěz                                                                                   |
| Stříbrná          | 2. místo                                                                                |
| Bronzová          | 3. místo                                                                                |
| Zelená            | Bodované umístění                                                                       |
| Modrá             | Nebodované umístění                                                                     |
| Modrá             | Dokončil neklasifikován (NC)                                                            |
| Fialová           | Odstoupil (Ret)                                                                         |
| Červená           | Nekvalifikoval se (DNQ)                                                                 |
| Červená           | Nepředkvalifikoval se (DNPQ)                                                            |
| Černá             | Diskvalifikován (DSQ)                                                                   |
| Bílá              | Nestartoval (DNS)                                                                       |
| Bílá              | Závod zrušen (C)                                                                        |
| Světle modrá      | Pouze trénoval (PO)                                                                     |
| Světle modrá      | Páteční testovací jezdec (TD)                                                           |
| Bez barvy         | Netrénoval (DNP)                                                                        |
| Bez barvy         | Vyřazen (EX)                                                                            |
| Bez barvy         | Nepřijel (DNA)                                                                          |
| Bez barvy         | Odvolal účast (WD)                                                                      |
| Bez barvy         | Nezúčastnil se (prázdné)                                                                |
| Označení          | Význam                                                                                  |
| Tučnost           | Pole position                                                                           |
| Kurzíva           | Nejrychlejší kolo                                                                       |
| †                 | Jezdec nedojel do cíle, ale byl klasifikován, protože odjel více než 90 % délky závodu. |
| ‡                 | Byl udělován poloviční počet bodů, protože bylo odjeto méně než 75 % délky závodu.      |
| Horní index       | Umístění bodujících jezdců ve sprintu                                                   |

| Rok  | Šasi          | Motor                | Pneu | Jezdci      | 1   | 2   | 3   | 4   | 5   | 6   | 7   | 8   | 9   | 10  | 11  | 12  | 13  | 14  | 15  | 16  | 17  | Body   | Umístění |
| ---- | ------------- | -------------------- | ---- | ----------- | --- | --- | --- | --- | --- | --- | --- | --- | --- | --- | --- | --- | --- | --- | --- | --- | --- | ------ | -------- |
| 2009 | Williams FW31 | Toyota RVX-09 2.4 V8 | B    | Závod       | AUS | MAL | CHN | BHR | ESP | MON | TUR | GBR | GER | HUN | EUR | BEL | ITA | SIN | JPN | BRA | ABU | 34,5   | 7        |
| 2009 | Williams FW31 | Toyota RVX-09 2.4 V8 | B    | Rosberg     | 6   | 8   | 15  | 9   | 8   | 6   | 5   | 5   | 4   | 4   | 5   | 8   | 16  | 11  | 5   | Ret | 9   | 34,5   | 7        |
| 2009 | Williams FW31 | Toyota RVX-09 2.4 V8 | B    | Nakadžima   | Ret | 12  | Ret | Ret | 13  | 15  | 12  | 11  | 12  | 9   | 18  | 13  | 10  | 9   | 15  | Ret | 13  | 34,5   | 7        |
| 2009 | Williams FW31 | Toyota RVX-09 2.4 V8 | B    | Kvalifikace | AUS | MAL | CHN | BHR | ESP | MON | TUR | GBR | GER | HUN | EUR | BEL | ITA | SIN | JPN | BRA | ABU | Průměr | Průměr   |
| 2009 | Williams FW31 | Toyota RVX-09 2.4 V8 | B    | Rosberg     | 5   | 4   | 7   | 9   | 9   | 6   | 9   | 7   | 15  | 5   | 7   | 10  | 18  | 3   | 11  | 7   | 9   | 8,29   | 10,35    |
| 2009 | Williams FW31 | Toyota RVX-09 2.4 V8 | B    | Nakadžima   | 11  | 11  | 14  | 12  | 11  | 10  | 12  | 5   | 13  | 9   | 17  | 18  | 17  | 11  | 17  | 9   | 14  | 12,41  | 10,35    |

### Přehled umístění v tréninku
| Jezdci           | 1   | 1   | 1    | 2   | 2   | 2    | 3   | 3   | 3    | 4   | 4   | 4    | 5   | 5   | 5    | 6   | 6   | 6    | 7   | 7   | 7    | 8   | 8   | 8    | 9   | 9   | 9    | 10  | 10  | 10   | 11  | 11  | 11   | 12  | 12  | 12   | 13  | 13  | 13   | 14  | 14  | 14   | 15  | 15  | 15   | 16  | 16  | 16   | 17  | 17  | 17   |
| ---------------- | --- | --- | ---- | --- | --- | ---- | --- | --- | ---- | --- | --- | ---- | --- | --- | ---- | --- | --- | ---- | --- | --- | ---- | --- | --- | ---- | --- | --- | ---- | --- | --- | ---- | --- | --- | ---- | --- | --- | ---- | --- | --- | ---- | --- | --- | ---- | --- | --- | ---- | --- | --- | ---- | --- | --- | ---- |
| 2009             | AUS | AUS | AUS  | MAL | MAL | MAL  | CHN | CHN | CHN  | BHR | BHR | BHR  | ESP | ESP | ESP  | MON | MON | MON  | TUR | TUR | TUR  | GBR | GBR | GBR  | GER | GER | GER  | HUN | HUN | HUN  | EUR | EUR | EUR  | BEL | BEL | BEL  | ITA | ITA | ITA  | SIN | SIN | SIN  | JPN | JPN | JPN  | BRA | BRA | BRA  | ABU | ABU | ABU  |
| Williams         | I.  | II. | III. | I.  | II. | III. | I.  | II. | III. | I.  | II. | III. | I.  | II. | III. | I.  | II. | III. | I.  | II. | III. | I.  | II. | III. | I.  | II. | III. | I.  | II. | III. | I.  | II. | III. | I.  | II. | III. | I.  | II. | III. | I.  | II. | III. | I.  | II. | III. | I.  | II. | III. | I.  | II. | III. |
| Nico Rosberg     | 1   | 1   | 1    | 1   | 4   | 1    | 7   | 2   | 1    | 4   | 1   | 3    | 6   | 1   | 12   | 7   | 1   | 9.   | 1   | 7   | 8    | 9   | 9   | 1    | 7   | 13  | 8    | 2   | 3   | 3    | 14  | 4   | 5    | 12  | 19  | 7    | 13  | 17  | 16   | 11  | 7   | 3    | 10  | 16  | 3    | 8   | 8   | 1    | 13  | 9   | 12   |
| Kazuki Nakadžima | 2   | 7   | 5    | 2   | 8   | 8    | 19  | 7   | 8    | 11  | 10  | 8    | 5   | 2   | 18   | 6   | 9   | 11   | 6   | 4   | 4    | 17  | 4   | 2    | 9   | 9   | 9    | 5   | 5   | 8    | 7   | 5   | 2    | 15  | 15  | 19   | 14  | 9   | 14   | 10  | 15  | 11   | 2   | 5   | 15   | 6   | 14  | 2    | 14  | 12  | 17   |